# 与偶
与偶（よぐ、1982年〈昭和57年〉1月5日 - ）は、日本の人形作家である。
石粉粘土を素材とする大型の球体関節人形作品を中心に、樹脂粘土を素材とする固定ポーズ人形（フィギュア）作品や、金属、ガラス、鉱石、骨などを素材とするオブジェ作品などを制作している。

## 略歴
1982年、岐阜県土岐市生まれ。2000年、金城学院高等学校を卒業。
高校在校中より独学による人形制作を開始する。のちに名古屋在住の人形作家・神楽（かぐら）に胡粉塗装などの手解きを受ける。
2003年より東京文京区に移住し、イラストレーター育成雑誌「季刊エス」（飛鳥新社発行）の連載のための作品制作を始める。
2010年、アート批評雑誌「TH トーキングヘッズ叢書」（アトリエサード発行）へと作品連載の拠点を移す。
2020年より衣装デザイナーの伊藤聡美とのコラボレーション作品を発表する。

## 生い立ちと病気と作風の関係
漏斗胸、全身の蒙古斑、幻覚幻聴障害などさまざまな疾患を生まれながらに持ち、そのこともあってか幼児期より日常的に両親から凄惨極まる身体的虐待、心理的虐待、性的虐待、ネグレクトといったいわゆるマルトリートメントを受けながら育つ。また、物心がつき始めた頃から自傷行為を覚え、親に隠れて繰り返すようになる。
親からは漏斗胸の外科手術以外は適切な医学的治療を受けさせてもらえず、代わりとして悪魔祓いの祈祷を受けさせられていた。
12歳時、父親の一存で通学に片道2時間以上を要する金城学院中学に強制的に進学させられたことを引き金に統合失調症を発症。しかし、親からは詐病扱いを受けたので自力で精神科クリニックへの通院を開始する。
同時期、たまたま観たインテリア雑誌に載った西洋アンティック人形の小さな写真に魅了されるが、その人形を入手する手段がなかったので、見よう見まねで類似の人形の制作を始める。髪の毛には自毛を用い、眼球を自作し、人形の内側には自傷行為で採取した自分の血液を塗り込むことなどを考案する。
最初期の作品から生人形のようなリアリズム表現志向が強く、特徴としては、顔は無表情であるにもかかわらず、四肢の指先が禍々しくもがき、肋骨は浮き上がり、うっすらと血管も描き込まれていた。これは「感情を殺して親からの暴行に耐えている故の無表情」であり、指先の形状は「隠しきれない抵抗感の表れ」であり、「食事を与えられず痩せ細った自分自身の躰」なのだと与偶本人は語る。ただし股間の造形は記号的なスリットが彫られているだけで、そこだけが抽象的な造形だが、これは性行為に対する嫌悪感や拒絶感をも表しているという。
4作目の人形で口や頬に傷を与えたことをきっかけに、片目だけを閉じたり、瞼が腫れ上がった表情の人形を作るようになる。また、人形の空洞部に自分の血液を塗りこめるという当初は秘られめた行為が、徐々に人形表面への血を用いた塗装表現（目から血の涙を流したり、瞼や唇への血によるメイキャップ）へと発展していった。
これは親の暴力行為から逃れるために命からがら家出〜上京したにもかかわらず、夜ごと両親から追いかけられ惨殺されるという悪夢に苛まれるようになり、日々の精神状態が悪化し、精神病院の閉鎖病棟への入退院を繰り返すことによって向精神薬の投与も増え、副作用から慢性的な無気力状態に陥ってしまったため、結果として人形制作が手につかなくなっていったことと関連している。
そのような無気力状況から脱したいという祈りの行為として、はじめて作りかけの人形の顔に自分の血を塗ってみると、虐待被害者ならではの哀しみの表象であると同時に、自身が得心できるオリジナルな美の表現に感じられた。与偶にとってこの喜びは、更なる創作活動へのきっかけと糧になった。

## 虐待サバイバーとして
2018年10月、《「虐待を受けて育ったけれど、今、生きている。その証としての写真」を撮らせて下さい。》とネット上で呼びかけていた写真家・田中ハルの求めに応じて被写体となる。その写真は「虐待サバイバー写真展」という名のサイトで16人の虐待サバイバーモデルのうちの1人として、同じ苦しみを受けている人々へのメッセージとともにweb公開されたのち、2019年11月に浦和「コムナーレ」と蕨「ココシバ」で開催された同名の写真展でプリントが展示された。
2018年11月、《虐待を生き抜いた当事者たちによる絵や写真たちを展示します》というwebデザイナー・浅色デザインの呼びかけに応じて、「毒親アートフェス2018」に人形作品写真2点で参加。名古屋市・黒川「箱の中のお店」で開催された後、全国7箇所の巡回展でも展示された。
2020年11月、児童虐待対策を主活動とするライター・今一生の著書「子ども虐待は、なくせる」（日本評論社発行）のカバー用に作品写真を提供した。

## 著作
- 2017年7月 -「与偶人形作品集 フルケロイド FULLKELOID DOLLS」（書苑新社発行）撮影・サト・ノリユキ/SATOFOTO

## 作品展
- 1999年 - ワンダーフェスティバル 東京ビッグサイト（東京・有明）
- 2000年 - 神楽人形教室展 ギャラリー安里（名古屋・千種）
- 2003年4月 - 第1回個展　昔人形青山/K1ドヲル（京都・北区）
- 2003年7月 - 芳賀一洋展（ゲスト出品）ステップス・ギャラリー（東京・銀座）
- 2004年11月 - 第2回個展　昔人形青山/K1ドヲル（京都・北区）
- 2011年6月 - 聖徴・異形美展～頌フリークス降臨～ ヴァニラ画廊（東京・銀座）
- 2017年8月 - 与偶人形作品展「フルケロイド ～FULLKELOID DOLLS～」ヴァニラ画廊
- 2020年1月 - トーシツ100％展～統合失調症を持つ作家によるアート展　新宿文化センター（東京・新宿）
- 2020年3月 - Condensed Vanilla 2020（企画展）ヴァニラ画廊
- 2021年5月 - CONDENSED VANILLA 2022 DOLL＆SCULPTURE（企画展）ヴァニラ画廊
- 2023年9月 - 与偶人形作品展「死神に 唸り、牙を剥く」ヴァニラ画廊[6]

## メディア掲載
- 2002年1月 - 「D.D.D. vol.10 特集・人形愛」（作品写真掲載）
- 2002年8月 - 「ロリータの温度」ロリータ℃（CDジャケット撮影用人形制作）
- 2002年12月 - 「季刊エス」創刊号（天野昌直によるインタビュー掲載）
- 2003年2月 - 「季刊エス」2号〜28号まで6年間にわたり、新作人形写真と詩の企画「人形供養」を連載
- 2004年10月 - 「夜想 特集・ドール」（今野裕一によるインタビュー掲載）
- 2004年10月 -「別冊dolly・dolly 少女人形―人形作家による魅惑の少女特集号」（グラフィック社発行）（作品写真掲載）
- 2005年1月 - 「創作人形年鑑2005」（グラフィック社発行）（2p作品掲載）
- 2005年5月 - 「ユリイカ 詞と批評 特集・人形愛」（青土社発行）（天野昌直による評論）
- 2005年11月 -「Sterben im Reich der Lust」（独仏共同チャンネルARTE制作）（Georg Benseによるドキュメンタリー）
- 2007年7月 - 「死想の血統 ゴシック・ロリータの系譜学」（冬弓舎発行）樋口ヒロユキによる評論
- 2010年4月 -「TH トーキングヘッズ叢書」42号より新作人形写真と詩の企画「辛しみと優しみ」を連載中
- 2014年4月 -「真夜中の博物館〜美と幻想のヴンダーカンマー」（アトリエサード発行）（樋口ヒロユキによる評論）
- 2017年9月 -「ExtrART file.14」（沙月樹京による個展の詳報）
- 2020年4月 -「TH トーキングヘッズ叢書」82号（切通理作との対談）
- 2020年12月 -「トーシツ100％展～統合失調症を持つ作家によるアート展」記録集（沙山有為発行）
- 2021年2月 -「麗しき人形作家一挙大紹介! 球体関節人形の耽美なる世界を刮目せよ!」（好事家ジュネによる評論動画）
- 2023年12月 -「ExtrART file.39」（沙月樹京による個展の詳報）